# Karl Freund (Kameramann)
Karl Freund (* 16. Januar 1890 in Königinhof an der Elbe, Böhmen, Österreich-Ungarn; † 3. Mai 1969 in Santa Monica, Kalifornien) war in der Zeit des Stummfilms einer der bedeutendsten Kameramänner. Später war er auch als Filmregisseur tätig.

## Leben
Karl Freund wurde als Sohn des Glasers Julius Freund und seiner Frau Marie, geb. Hermann, im böhmischen Königinhof an der Elbe (heute: Dvur Králové, Tschechien) geboren und zog 1901 mit seinen Eltern nach Berlin. Nach der Schule begann Freund eine Lehre in einer Stempel-Frabrik, arbeitete seit 1906 als Filmvorführer und war danach als Kameramann zwischenzeitlich in Belgrad und Wien und ab 1913 in Neubabelsberg tätig. Er drehte in der Zeit des Ersten Weltkrieges besonders mit Asta Nielsen und Henny Porten.
Am 1. März 1920 machte Freund sich mit der Gründung der Karl Freund-Film GmbH selbständig. Er entwickelte sich in der Folge zum stilprägenden Kameramann des deutschen Kammerfilms und arbeitete forthin mit vielen Größen des deutschen Stummfilms. Eine besonders enge Zusammenarbeit ergab sich mit Friedrich Wilhelm Murnau. Freund wird die Methode der „entfesselten“ Kamera zugeschrieben, die er in dem Film Der letzte Mann (1924) von Friedrich Wilhelm Murnau einsetzte. Er war nicht der Erste, der die Kamera ohne Stativ verwendete, jedoch sind seine Aufnahmen in Der letzte Mann von einer Beweglichkeit gekennzeichnet, die kaum zuvor zu sehen war.
Einen weiteren Höhepunkt in seinem Schaffen bildeten die Aufnahmen zu dem Monumentalfilm Metropolis (1926) unter der Regie von Fritz Lang. Freund hatte auch weitere Ideen: Er „war die sterile Studioatmosphäre leid und regte 1927 den Dokumentarfilm Berlin – Die Sinfonie der Großstadt an. Vom ersten Morgenlicht bis tief in die Nacht ließ er das Alltagsleben in Berlin mit Kameras beobachten. So entstand ohne Drehbuch, ohne Stars und mit unglaublichen Freiheiten der Kameraarbeit ein authentisches Porträt der Metropole, das noch heute seinesgleichen nicht gefunden hat.“
Ab 1929 war Karl Freund wegen des großen Erfolges von Der letzte Mann in Hollywood tätig, wo er später auch als Regisseur arbeitete. Sein Film Die Mumie von 1932 mit Boris Karloff in der Hauptrolle ist seine bekannteste Regiearbeit, der ein Jahr zuvor entstandene Dracula mit Bela Lugosi seine wohl beste amerikanische Kameraarbeit. Für Die gute Erde (1937) erhielt er einen Oscar. Er war auch Kameramann bei Fred Zinnemanns Das siebte Kreuz (1944).
Von 1951 bis 1956 war er als Kameramann für die enorm erfolgreiche Sitcom I Love Lucy tätig. Bei deren Produktion erfand er den „3-Kamera-Aufbau“ („3-camera setup“ oder „Multicam“-System), heutzutage Standard im Fernsehen. Bei den 27. Academy Awards 1954/1955 wurde Freund gemeinsam mit Frank Crandell mit einem Scientific/Technical Award (Class III) ausgezeichnet. Beide arbeiteten seinerzeit in der 1941 von Freund gegründeten Photo Research Corporation und erhielten den Preis für „das Design und die Entwicklung eines direkt ablesenbaren Helligkeitsmessers“ (for the design and development of a direct reading brightness meter). Mitte der 1940er Jahre holte er James K. Branch ins Unternehmen, der es nach seinem Tod weiterführen sollte.
1960 zog Freund sich auf seine Farm im San Fernando Valley zurück. Bis zuletzt war er als Kapazität auf dem Gebiet der Filmtechnik geschätzt. 1965 erhielt er das Filmband in Gold für langjähriges und hervorragendes Wirken im deutschen Film.
Karl Freund war von 1915 bis 1923 in erster Ehe mit Susette Liepmannssohn (1890–1942) verheiratet, der Tochter des Musikantiquars Leo Liepmannssohn, und wurde Vater einer Tochter, die 1937 zu ihm in die USA übersiedelte. Freunds geschiedene Frau wurde 1942 in der NS-Tötungsanstalt Bernburg ermordet. Die Schauspielerin Gertrud Hoffmann (1901–1966), die Karl Freund in Die blaue Laterne und Die Prostitution 2. Teil – Die sich verkaufen fotografiert hatte, war ab 1923 seine zweite Ehefrau.

## Filmografie (Auswahl)
Als Kameramann
- 1913: S1
- 1913: Die Filmprimadonna (Kurzfilm)
- 1913: Engelein (Kurzfilm)
- 1914: Das Kind ruft
- 1914: Zapatas Bande (Kurzfilm)
- 1914: Das Feuer
- 1914: Eine venezianische Nacht
- 1914: Der Hund von Baskerville
- 1915: Die Tochter der Landstraße
- 1915: Vordertreppe – Hintertreppe
- 1916: Die ewige Nacht
- 1916: Frau Eva
- 1916: Engeleins Hochzeit
- 1916: Der Sekretär der Königin
- 1916: Weiße Rosen
- 1916: Abseits vom Glück
- 1916: Das wandernde Licht
- 1916: Die Räuberbraut
- 1916: Bummelstudenten
- 1916: Der Ruf der Liebe
- 1916: Gelöste Ketten
- 1916: Der Mann im Spiegel
- 1917: Feenhände
- 1917: Die Ehe der Luise Rohrbach
- 1917: Der Liebesbrief der Königin
- 1917: Christa Hartungen
- 1917: Die Prinzessin von Neutralien
- 1917: Gefangene Seele
- 1917: Die Claudi vom Geiserhof
- 1917: Höhenluft
- 1917: Die Faust des Riesen
- 1918: Gräfin Küchenfee
- 1918: Edelsteine
- 1918: Auf Probe gestellt
- 1918: Das Geschlecht derer von Ringwall
- 1918: Agnes Arnau und ihre drei Freier
- 1918: Das Maskenfest des Lebens
- 1918: Die Heimkehr des Odysseus
- 1918: Die Sieger
- 1918: Die blaue Laterne
- 1919: Die Dame, der Teufel und die Probiermamsell
- 1919: Der Knabe in Blau
- 1919: Rausch
- 1919: Die Arche
- 1919: Die Prostitution (2 Teile)
- 1919: Die letzten Menschen
- 1920: Die Spinnen, 2. Teil
- 1920: Satanas
- 1920: Der Januskopf
- 1920: Der Bucklige und die Tänzerin
- 1920: Der Schrecken im Hause Ardon
- 1920: Katharina die Große
- 1920: Der Golem, wie er in die Welt kam
- 1921: Der verlorene Schatten
- 1921: Die Ratten
- 1921: Der Roman der Christine von Herre
- 1922: Marizza, genannt die Schmugglermadonna
- 1922: Der brennende Acker
- 1922: Herzog Ferrantes Ende
- 1922: Lucrezia Borgia
- 1923: Der Tiger des Zirkus Farini
- 1923: Die Austreibung
- 1924: Die Finanzen des Großherzogs
- 1924: Michael
- 1924: Der letzte Mann
- 1925: Varieté
- 1925: Tartüff
- 1927: Metropolis
- 1927: Berlin – Die Sinfonie der Großstadt
- 1928: Doña Juana
- 1928: Eine Nacht in London
- 1929: Fräulein Else
- 1931: Dracula
- 1931: The Bad Sister
- 1932: Mord in der Rue Morgue (Murders in the Rue Morgue)
- 1932: Back Street
- 1932: Air Mail
- 1936: Der große Ziegfeld (The Great Ziegfeld)
- 1936: Die Kameliendame (Camille)
- 1937: Die gute Erde (The Good Earth)
- 1937: Maria Walewska (Conquest)
- 1939: Golden Boy
- 1939: Balalaika
- 1940: Die grüne Hölle (Green Hell)
- 1940: Stolz und Vorurteil (Pride and Prejudice)
- 1941: Blüten im Staub (Blossoms in the Dust)
- 1941: The Chocolate Soldier
- 1942: Tortilla Flat
- 1942: The War Against Mrs. Hadley
- 1943: Du Barry Was a Lady
- 1943: Kampf in den Wolken (A Guy Named Joe)
- 1944: Das siebte Kreuz (The Seventh Cross)
- 1945: Der dünne Mann kehrt heim (The Thin Man Goes Home)
- 1945: Zu klug für die Liebe (Without Love)
- 1946: Der unbekannte Geliebte (Undercurrent)
- 1947: Bezaubernde Lippen (This Time for Keeps)
- 1948: Gangster in Key Largo (Key Largo)
- 1949: Konterbande (South of St. Louis)
- 1950: Montana
- 1950: Zwischen zwei Frauen (Bright Leaf)

Als Regisseur
- 1923: Der große Sensationsprozeß
- 1932: Die Mumie (The Mummy)
- 1933: Moonlight and Pretzels
- 1934: Madame Spy
- 1934: The Countess of Monte Cristo
- 1934: Uncertain Lady
- 1934: I Give My Love
- 1934: Gift of Gab
- 1935: Mad Love

Als Produzent
- 1926: Die Abenteuer eines Zehnmarkscheines
- 1926: Madame wünscht keine Kinder
- 1927: Der Sohn der Hagar

## Auszeichnungen

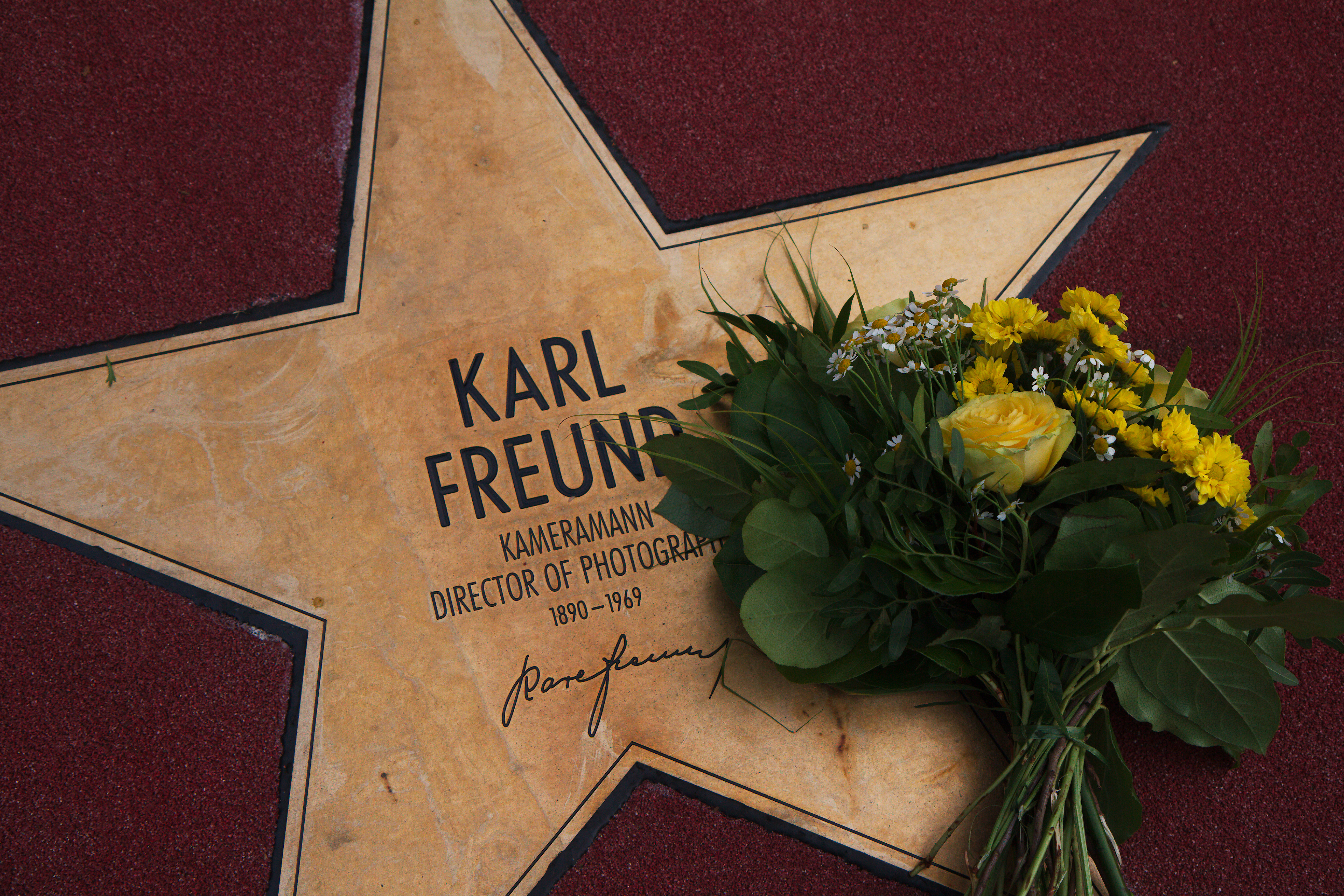
Freunds Stern auf dem Boulevard der Stars in Berlin (2012)

- 1937: Oscar für die Beste Kamera in Die gute Erde
- 1954/1955: Oscar für technische Verdienste
- 2012: Stern auf dem Boulevard der Stars